# Tommy Riley
Tommy Riley (ang. Fighting Tommy Riley, 2005) – amerykański niezależny film fabularny, dramat sportowy opisujący losy boksera i jego  trenera.
Marty Goldberg, były pięściarz, powraca do branży bokserskiej w charakterze trenera. Zostaje mentorem Tommy’ego Rileya, młodego, utalentowanego chłopaka o trudnym charakterze. Aby odnieść sukces na ringu, obaj muszą pokonać własne uprzedzenia wynikające  z faktu, że Goldberg jest gejem ukrywającym swoja orientację. Film porusza też tematykę homofobii występującej wśród promotorów i menadżerów bokserskich klubów sportowych.

## Obsada
- Eddie Jones − Marty Goldberg
- J.P. Davis − Tommy Riley
- Christina Chambers − Stephanie
- Diane Tayler − Diane Stone
- Scot Belsky − pan Riley
- Michael Bentt − Mosley
- Paul Terrell Clayton − Oscar
- Adam Harlan − asystent Boba Silvera
- Paul Raci − Bob Silver
- Don Wallace − Leroy Kane
- Erica Zodtner − Laurie

## Produkcja
Do napisania scenariusza filmu Tommy Riley J.P. Davisa zainspirowała wizyta na siłowni w Brooklynie, podczas której był on świadkiem treningu przeprowadzanego przez młodego boksera i jego podstarzałego instruktora. Scenariusz został ukończony w roku 1999, na krótko przed przeprowadzką Davisa do Los Angeles.
Sprzedaż scenariusza zajęła jego autorowi blisko cztery lat. Początkowo żadne wytwórnie filmowe nie były zainteresowane skryptem, a gdy już w grę wchodziło jego wykupienie przez konkretne studio, zarządcy chcieli przekształcić film w opowieść zbliżoną do Rocky’ego (1976) z Sylvestrem Stallone. Dodatkowym utrudnieniem w osiągnięciu porozumienia z hollywoodzkimi filmowcami były dla Davisa jego aspiracje aktorskie − chciał on bowiem wystąpić w głównej roli w realizowanym do swojego scenariusza filmie.
W 2003 roku negocjacje z niezależnie działającym studiem Freestyle Releasing zaowocowały sukcesem. Już 30 maja tegoż roku w Los Angeles rozpoczęto nagrywanie filmu, a 3 lipca − niewiele ponad miesiąc później − na planie filmowym padł ostatni klaps. Budżet filmu wynosił zaledwie dwieście tysięcy dolarów, a sam Tommy Riley powstawał jako debiutancki pełnometrażowy film reżysera Eddiego O’Flaherty.
Nim ruszyły zdjęcia do filmu, J.P. Davis, ostatecznie obsadzony w roli tytułowej, został przeszkolony jako bokser, w celu dodania filmowi autentyczności. Postać Marty’ego Goldberga, trenera Tommy’ego, miał początkowo odegrać Rod Steiger, lecz aktor zmarł jeszcze przed rozpoczęciem nagrywania filmu.

## Wydanie filmu
Światowa premiera filmu miała miejsce w maju 2005 roku.
Film spotkał się z ograniczoną dystrybucją, nie tylko na terenie rodzimych Stanów Zjednoczonych. W Hiszpanii, Grecji i we Włoszech został wydany na rynku DVD. W wielu krajach − między innymi w Polsce, Argentynie, Szwecji czy na Węgrzech − zaprezentowano go widzom telewizyjnym, niekiedy (jak w Polsce) wyłącznie takowym.
Alternatywne tytuły filmu w innych państwach:
- Argentyna: El boxeador
- Kanada: Le combat de Tommy Riley (tytuł francuskojęzyczny, alternatywny)
- Włochy: The Fight
- Grecja: Tommy Riley

Tommy Riley okazał się pierwszym filmem wytwórni Freestyle Releasing, który odniósł ograniczony sukces komercyjny.

## Opinie
Opinie na temat filmu były w przeważającej ilości pozytywne. Ze szczególną pochwałą krytyków spotkała się kreacja aktorska Eddiego Jonesa, choć rola główna J.P. Davisa także została doceniona. Joe Brown, recenzent czasopisma San Francisco Chronicle, określił Davisa mianem „Van Damme’a, który potrafi grać”.

## Festiwale
Film zaprezentowano podczas następujących festiwali filmowych (wybór):
- 2004: Stany Zjednoczone − Hamptons International Film Festival
- 2004: Stany Zjednoczone − Los Angeles Film Festival
- 2005: Stany Zjednoczone − San Francisco Independent Film Festival

### Wyróżnienia
- Nagroda w kategorii najlepsze zdjęcia podczas Hamptons International Film Festival (nagrodzony: Michael Fimognari).